# Saue
Saue (em estoniano:  Saue linn) é uma cidade estoniana localizada na região de Harjumaa.